# William C. Davis (Politiker)
William Columbus Davis (* 5. August 1867 in Iuka, Mississippi; † 4. Oktober 1934) war ein US-amerikanischer Politiker und von 1927 bis 1931 Vizegouverneur von Alabama. Er war Mitglied der Demokratischen Partei.
William Columbus Davis wurde 1867 als Sohn von Samuel McGee und Sarah Davis (geborene Laycey) in Iuka, Mississippi geboren. Nach seinem Schulabschluss studierte er bei Richter Harvey Murphy in Aberdeen Jura. Dort wurde er auch in die Anwaltschaft aufgenommen. Er unterrichtete ferner an den öffentlichen Schulen Mississippis, bis er sich 1890 in Hamilton niederließ, um dort selbst als Anwalt zu praktizieren. Ein Jahr später wurde er ins Repräsentantenhaus von Alabama gewählt, dem er acht Jahre lang angehörte. Nach Ablauf seiner Amtszeit zog er 1899 nach Jasper. 1915 zog er erneut ins Repräsentantenhaus, diesmal jedoch vertrat er nicht Marion County, sondern Walker County. Von 1907 bis 1911 war Davis Anwalt am 14. Bezirksgericht (Judicial Circuit).
Seine politische Laufbahn konnte Davis in den späten 1920er Jahren krönen, als er 1927 Vizegouverneur des Staates Alabama wurde. Er hatte dieses Amt eine Legislaturperiode, bis 1931, inne. 
Am 24. Juli 1895 heiratete er Maud Elizabeth, mit der er zwei Kinder, William Columbus, Jr. und Elizabeth, hatte.